# Raymond Hanin
Pour les articles homonymes, voir Hanin.
Raymond Hanin, né le 8 février 1911 à Joinville et mort le 3 décembre 1999 dans la même ville, est un homme politique français.

## Biographie
Fils de Gaston Hanin, commerçant et de Marguerite Macloud, il vécut toute son existence à Joinville (Haute-Marne) où il épousa Jacqueline Blanchard. De cette union sont nés 6 enfants.
Diplômé de l’École supérieure de commerce de Dijon, il reprit avec son frère l’affaire familiale avant de s’engager dans une carrière politique. Mobilisé en 1939 en tant que lieutenant au secteur fortifié de Belfort, il fut fait prisonnier avec tous les officiers et hommes de l’état major le 18 juin 1940 et envoyé en captivité à l’oflag XIII à Nuremberg.
À sa libération, Raymond Hanin a lancé la section locale des anciens prisonniers de guerre. Maire de Joinville de 1959 à 1971 et conseiller général du canton de Joinville, il fut également député de 1958 à 1962, vice-président du Conseil général de 1964 à 1973, puis président du Conseil général de 1973 à 1982.
Pilier constamment réélu pendant trois décennies de cette assemblée départementale, il a été l’initiateur du projet d’acquisition et de réhabilitation du château du Grand Jardin.